# Estatuto del Peón Rural
El Estatuto del Peón Rural de Argentina fue un decreto-ley del Poder Ejecutivo Nacional (n.º 28 169, de 1944) dictado a instancias del entonces coronel Juan Domingo Perón durante la presidencia de facto del general de división Edelmiro Farrell por el cual por primera vez se reguló el trabajo rural de acuerdo a los principios del Derecho Laboral y por su recuerdo se estableció el 8 de octubre como día del trabajador rural. El estatuto original fue derogado en 1980 y un nuevo estatuto fue aprobado en 2011 durante la presidencia de Cristina Fernández de Kirchner (ley n.º 26 727).

## Historia

### Creación
Esta normativa fijó por primera vez, para todo el territorio de la república, condiciones de trabajo humanitarias para los asalariados rurales no transitorios, entre ellas: salarios mínimos, descanso dominical, vacaciones pagas, estabilidad, condiciones de higiene y alojamiento. Este decreto fue ratificado por la ley ómnibus 12.921 y reglamentado por el decreto 34.147 del año 1969.
La norma fue redactada por Tomás Jofré y propuesta a Farrell para su aprobación por el coronel Juan Domingo Perón, quien se desempeñaba como Secretario de Trabajo y Previsión. No se trató de una medida aislada, sino que era parte del inicio de las políticas sociales nacionalistas desarrolladas por el gobierno surgido de la Revolución de 1943. Su sanción el 8 de octubre de 1944, es señalada como el comienzo de la protección legal del trabajador rural. En diciembre de 1946, el Congreso sancionaba la Ley 12.921, promulgada en junio de 1947, que ratificaba el Estatuto del Peón, entre otros decretos. Meses más tarde, se sancionaba la Ley 13.020 que reglamentaba el trabajo de cosecha.
Significó un visible cambio en las estancias, en muchas de las cuales se mantenían prácticas semi-serviles y paternalistas heredadas incluso de la época colonial. Generó la reacción inicial de prácticamente todos los sectores empresarios agrarios, no obstante la oposición no logró cambiar la decisión del gobierno.
A la par del Estatuto del Peón de Campo se dictaron sucesivos decretos presidenciales que regularon el trabajo transitorio de las cosechas. Ya bajo gobierno constitucional la ley 13.020, fijó mayores precisiones sobre las modalidades en que debían desarrollarse los trabajos y creó la Comisión Nacional de Trabajo Rural, como organismo intersectorial (con representación del gobierno, de los sindicatos y de los empleadores) encargado de decidir las condiciones del trabajo que regirían en cada cosecha y en cada zona del país.
La legislación laboral que amparó a los trabajadores rurales favoreció el desarrollo del sindicalismo moderado que propiciaba la Confederación General del Trabajo. Las nuevas leyes sobre asociaciones profesionales condujeron a la creación, en 1947, de una central nacional única de los trabajadores rurales, denominada Federación Argentina de Trabajadores Rurales y estibadores (FATRE), más tarde transformada en la actual Unión Argentina de Trabajadores Rurales y Estibadores (UATRE).

### Leyes complementarias
Entre 1944 y 1946, el gobierno dictó el Estatuto del Peón, fortaleció el poder de negociación de los sindicatos rurales, estableció el Estatuto del Tambero-Mediero, respaldó públicamente y se comprometió a mantener la rebaja obligatoria del precio de los arrendamientos y la suspensión de los desalojos.

### Derogación
El Estatuto del Peón de Campo fue reemplazado por el decreto ley 22.248 de 1980, dictado por el gobierno de facto. En 1980 la dictadura militar a través del ministro liberal Martínez de Hoz derogó el Estatuto y lo suplantó por el Régimen Nacional del Trabajo Agrario, anulando todas las garantías laborales de los trabajadores rurales El régimen autónomo de Trabajo Agrario no contemplaba la regulación de las relaciones laborales de los «trabajadores no permanentes».

### Ley N.º 26.727
En el año 2011 la presidenta Cristina Fernandez de Kirchner elevó al Congreso de la Nación un proyecto de nuevo Estatuto del Peón Rural, que amplía los derechos laborales de los asalariados rurales. El proyecto fue aprobado en general por 68 votos a favor y 1 voto en contra -del senador Carlos Menem-. La nueva normativa creó un nuevo régimen previsional que reduce de 65 (60 en el caso de la mujer) a 57 años la edad jubilatoria y a 25 los años de aportes, e incorpora una licencia por paternidad de 30 días. La ley mantiene el régimen de fijación de remuneraciones mínimas determinadas por el Consejo Nacional de Trabajo Agrario, que no podrán ser menores al salario mínimo vital y móvil, y fija períodos y lugares de pago. También fija en ocho horas la jornada laboral (44 horas semanales) en lugar de la jornada "de sol a sol" con descansos intermedios, reconoce el pago de horas extras, el descanso semanal y mejores condiciones adecuadas de higiene y seguridad como requisitos básicos de la actividad. La iniciativa prevé incorporar al peón rural dentro de la Ley de Contrato de Trabajo y fue suprimido el RENATRE. En su lugar, fue creado el RENATEA, organismo integrado por un director y un subdirector general, y un consejo asesor formado por la parte empleadora, la trabajadora y representantes de los ministerios de Agricultura, Economía y Ciencia y Tecnología.

## RENATEA
El Registro Nacional de Trabajadores y Empleadores Agrarios (RENATEA) es un ente autárquico en jurisdicción del Ministerio de Trabajo, Empleo y Seguridad Social (MTEySS) creado por el Nuevo Régimen de Trabajo Agrario, Ley N° 26.727, modificatoria de la Ley N° 25.191.
Deben inscribirse en el mismo, todos los empleadores y trabajadores agrarios que desarrollen sus tareas en el ámbito del Régimen de Trabajo Agrario.
Su principal objetivo es la jerarquización de los trabajadores agrarios a través de una mejora progresiva y sostenible de las relaciones laborales del sector. Para ello, entre las funciones y atribuciones principales del organismo se encuentran la de expedir la Libreta de Trabajo Agrario, otorgar la prestación económica por desempleo, las prestaciones médico-asistenciales, el Seguro por Servicios de Sepelio, fiscalizar el cumplimiento de la normativa laboral, la conformación de estadísticas y la capacitación de trabajadores y empleadores agrarios.
En consonancia con el carácter federal del trabajo agrario, el RENATEA cuenta con Delegaciones y dependencias en todo el territorio nacional.

## Día del trabajador rural
En recuerdo de la sanción del Estatuto del Peón de Campo, en Argentina se ha establecido el día 8 de octubre, como Día del Trabajador Rural, en recuerdo del día de su sanción en 1944.